# Front Line Defenders
Front Line Defenders o The International Foundation for the Protection of Human Rights Defenders és una organització de defensa dels drets humans fundada a Dublín l'any 2001 per a protegir les activistes defensores dels drets humans que treballen des dels postulats de la noviolència recollits en la Declaració Universal dels Drets Humans.

## Història
L'organització va ser fundada per Mary Lawlor, antic director d'Amnistia Internacional a Irlanda, amb una donació de 3 milions de dòlars dels filantrop Denis O'Brien. Front Line Defenders té l'estat consultiu del Consell Social i Econòmic de les Nacions Unides, i té la condició d'observador de la Comissió Africana dels Drets Humans i dels Pobles. El 2006 Front Line Defenders va obrir una oficina a Brussel·les.
L'any 2007 Front Line Defenders va rebre el Premi Internacional King Baudouin. El 3 de juliol de 2014, l'ambaixador francès a Irlanda, Jean-Pierre Thebault, va condecorar a Mary Lawlor amb l'Ordre de Cavaller de la Legió d'Honor. L'any 2018 Front Line Defendres va rebre el Premi de Drets Humans per part de l'Assemblea General de les Nacions Unides per «atendre les necessitats de protecció de les activistes i permetre'ls de realitzar la seva tasca sense risc d'assetjament».
L'any 2019, l'organització internacional defensà públicament Iñaki Rivera, professor de dret a la Universitat de Barcelona i director de l'Observatori del Sistema Penal i de Drets Humans, de les quatre querelles per haver denunciat tortures a les presons, expressant a través d'un comunicat la seva preocupació pels «atacs freqüents» a l'Estat espanyol contra els defensors dels drets humans.

## Descripció
Front Line Defenders es va fundar amb l'objectiu específic de protegir les activistes defensores dels drets humans amenaçades, persones que treballen, des de la resistència noviolenta, pels drets continguts en la Declaració Universal dels Drets Humans. Front Line Defenders té l'objectiu global de protegir els defensors dels drets humans com agents claus del canvi social, perquè puguin continuar la seva feina sense risc d'assetjament, intimidació o arrest.

## Premi als Defensors dels Drets Humans en Risc
El 2005 es va establir aquest premi, el qual és atorgat al defensor dels drets humans «que a través de la tasca noviolenta demostra el coratge de contribuir excepcionalment a la promoció i protecció dels drets humans d'altri, sovint corrent un risc personal». El premi focalitza l'atenció internacional en la causa del seu destinatari, que rep 15.000 euros de premi. A partir de l'any 2018, Front Line Defenders premia a 5 defensores diferents com a guanyadores regionals.
Els guanyadors d'aquest premi des del seu inici són:
- 2005 – Mudawi Ibrahim Adam, Sudan
- 2006 – Ahmadjan Madmarov, Uzbekistan
- 2007 – Gégé Katana, República Democràtica del Congo
- 2008 – Anwar al-Bunni, Síria
- 2009 – Yuri Melini, Guatemala
- 2010 – Soraya Rahim Sobhrang, Afganistan
- 2011 – Junta Grup Mòbil, Federació Russa
- 2012 – Razan Ghazzawi, Síria
- 2013 – Biram Dah Abeid, Mauritània
- 2014 – SAWERA – Societat per la Revalorització i l'Empoderament de les Dones d'Àrees Rurals. Pakistan
- 2015 – Guo Feixiong, nom de ploma de Yang Maodong, Xina[6]
- 2016 – Ana Mirian Romero, Hondures[7]
- 2017 – Emil Kurbedinov, Crimea[8]
- 2018 – Resistència Pacífica de la Microregió d'Ixquisis, Guatemala; Nurcan Baysal, Turquia; Soni Sori, Índia; el moviment LUCHA, República Democràtica del Congo; i Hassan Bouras, Algèria.[9]